# Caponina pelegrina
Caponina pelegrina är en spindelart som beskrevs av Bryant 1940. Caponina pelegrina ingår i släktet Caponina och familjen Caponiidae.
Artens utbredningsområde är Kuba. Inga underarter finns listade.